# Alemanys de Romania

Mapa detallat que representa les àrees tradicionals d’assentament dels romanesos-alemanys a Transsilvània i al Banat, dues regions històriques situades al centre de la Romania actual, respectivament al sud-oest.

Els alemanys de Romania o Rumäniendeutsche constitueixen una minoria ètnica històrica dels països romanesos, especialment a Transsilvània. Segons una estimació demogràfica de 1989, constituïen una població d'uns 800.000 habitants (segons algunes fonts i estimacions que daten del 1939, a principis de la Segona Guerra Mundial), xifra que posteriorment ha caigut fins al c. 36.000 (segons el cens del 2011) dins les fronteres de Romania.
Malgrat compartir una llengua comuna, no constituïen un grup cultural unificat, a causa dels seus diferents orígens històrics.

## Classificació dels alemanys romanesos
Els romanesos-alemanys) no són un grup unitari i homogeni, sinó una sèrie de diversos subgrups regionals, cadascun amb la seva cultura, tradicions, dialectes i història aferents.
Aquesta afirmació prové del fet que diverses poblacions de parla alemanya havien arribat prèviament al territori de l'actual Romania en diferents onades o etapes d'assentament, inicialment començant per l'alta edat mitjana, en primer lloc fins al sud i nord-est de Transsilvània, Regne d'Hongria. Alguns d'ells fins i tot van creuar els Carpats exteriors fins a les veïnes Moldàvia i Valàquia. Posteriorment durant l'Edat Moderna en altres terres governades pels Habsburg (com Bucovina, a l'època part de Cisleitània o el Banat). Posteriorment, l'Antic regne romanès també va ser colonitzat pels alemanys, primer a Dobruja i després gradualment a Moldàvia i Valàquia.
Per tant, donat el seu bagatge geogràfic bastant complex, a més de canvis fronterers importants van tenir lloc a la regió al llarg de la història, després de la Primera Guerra Mundial, Romania va ampliar el seu territori des dels 137.000 km² (abans de la Guerra) fins als 295.049 km². Per tal d’entendre la seva llengua, cultura, costums i història, els alemanys de Romania han de ser considerats com els següents subgrups independents:
- Saxons de Transsilvània: la comunitat alemanya més gran i més antiga del territori de l'actual Romania (sovint simplement equiparada a tots els alemanys romanesos)
- Landers transsilvans: protestants expulsats (luterans evangèlics) de la regió de Salzkammergut, Àustria contemporània al sud de Transsilvània durant el segle XVIII;
- La majoria dels sueus del Banat, així com la totalitat dels sueus de Sathmar[4]- representen tots dos subgrups dels sueus del Danubi (alemany: Donau Schwaben) a Romania.
- Alemanys de Bucovina: van tenir una presència demogràfica considerable o aclaparadora a tots els centres urbans de la regió històrica de Bucovina (més concretament Suceava, Gura Humorului, Siret, Rădăuți, Vatra Dornei i Câmpulung Moldovenesc) o algunes zones rurals del comtat de Suceava actualment nord-est de Romania; igualment a Cernăuți i a la província contemporània de Txernivts a l'oest d'Ucraïna entre els anys c. 1780–1940. D'altra banda, fins a aquesta data, el comtat de Suceava era un dels comtats romanesos amb una de les quantitats més importants d'ètnies alemanyes del país.[5][6]
- Alemanys zipser, majoritàriament de Maramureş (incloent Borșa i Vişeu), però també amb una menor presència al sud de Bucovina a partir del segle xviii.[7][8]
- Alemanys regat (incloent els alemanys de Dobrujan).[9]
- Alemanys de Bessarabia, ciutadans romanesos del període 1918–1940, indígenes de Budjak al sud de Bessarabia.[10]
- Alsacians, així com petits grups de viticultors de Walsers, que també es van establir al Banat provinents d’Alsàcia, Lorena i Suïssa per invitació de l'Imperi austrohongarès al segle xix (tot i que no només eren suïssos de parla alemanya, sinó també francesos i italians). ; Posteriorment, aquests colons van ser coneguts com a "Français du Banat".[11][12][13]

## Contribucions a la cultura romanesa
La comunitat alemanya de Romania ha contribuït de manera activa i constant a la cultura del país. Alguns exemples destacats són:
- Arquitectura romanesa (per exemple, les Esglésies fortificades de Transsilvània, coneguts en alemany com kirchenburgen), o alguns dels castells més reconeguts, així com diversos nuclis medievals amb mercats locals, tots ells atractius turístics molt populars.[14][15][16][17]
- Llengua romanesa: aproximadament el 3% de les paraules del lèxic romanès són d'origen alemany, principalment derivades de la influència dels saxons de Transsilvània i, més endavant, dels austríacs).[18][19][20]
- Literatura romanesa (la primera carta escrita en romanès es va dirigir a l'antic alcalde de Kronstadt a principis del segle xvi, Johannes Benkner, i el primer llibre en llengua romanesa es va imprimir a Hermannstadt).[21][22]
- Les col·leccions de catifes otomanes guardades a Transsilvània dins de diverses esglésies fortificades (conegudes com Catifes de Transsilvània) estan associades als luterans evangèlics saxons de Transilvania.[23]

## Demografia
El cens de 1948, dut a terme després de la Segona Guerra Mundial, va provocar l'èxode i expulsió de moltes de les poblacions germàniques assentades en els països d'Europa Central i Oriental, oferia una població de 343.913 ciutadans alemanys assentats a Romania, que representaven un 2,2% del total de la població romanesa.
Durant la dictadura comunista la població alemanya va romandre més o menys estable, però des de la caiguda del dictador Nicolae Ceauşescu i l'obertura de Romania a Occident, gran part de la població alemanya ha emigrat fora del seu país, especialment a Alemanya.

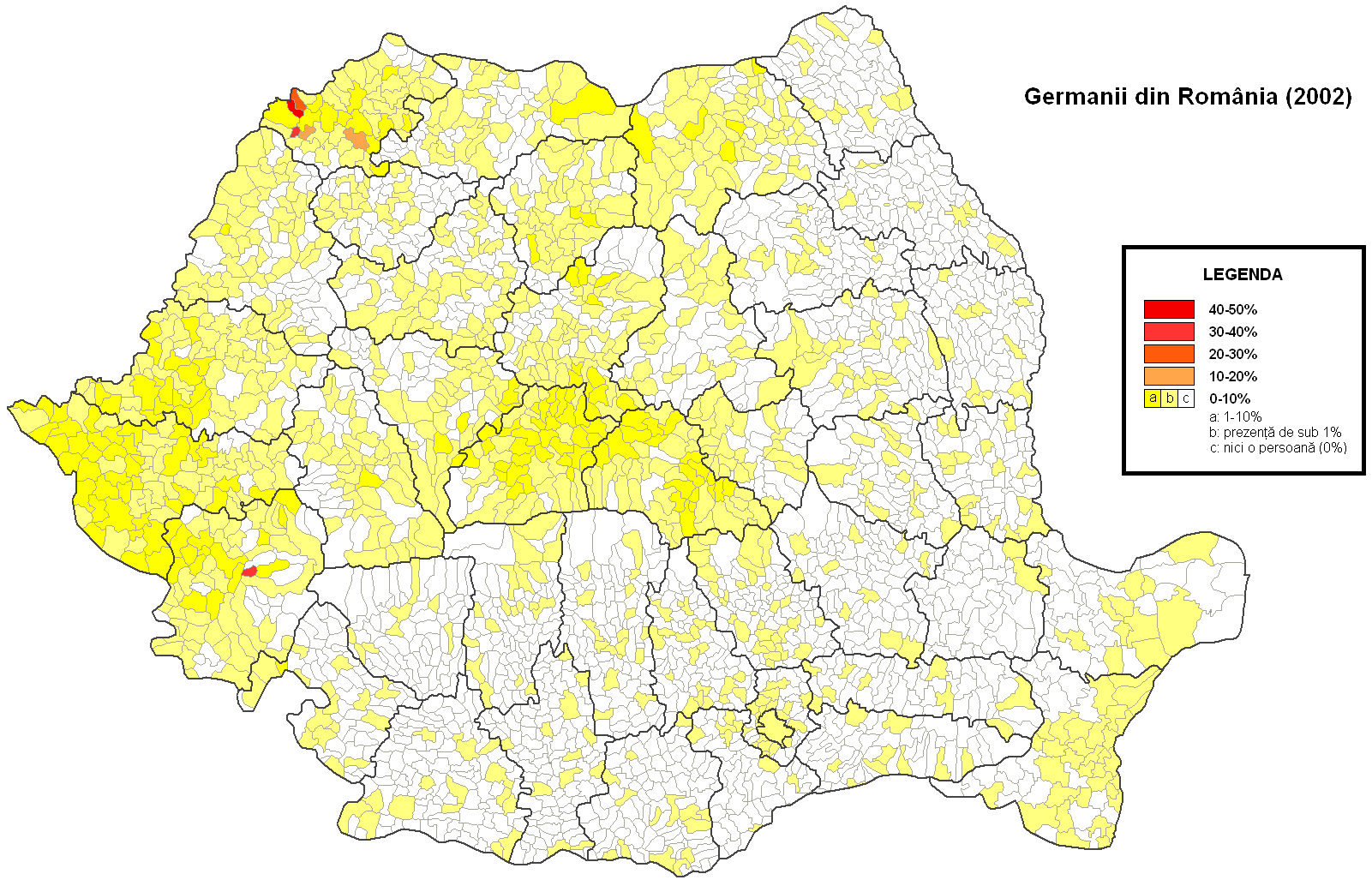
Alemanys a Romania (cens de 2002)

- 1930 -- 745.000
- 1989 -- 1.000.000
- 2009 -- 135.088

## Casa Reial de Hohenzollern-Sigmaringen a Romania
En el moment de la transició de Romania d'un principat de mida mitjana a un regne més gran, els membres de la Dinastia dels Hohenzollern (procedents del Principat de Suàbia de Hohenzollern-Sigmaringen, part del Baden-Württemberg contemporani) van regnar inicialment sobre els principats units danubians de Moldàvia. i Valàquia (Principat de Romania) i, finalment, també sobre el Regne unificat de Romania, durant els segles XIX i XX. En conseqüència, els monarques romanesos governants que formaven part d'aquesta branca dinàstica eren els següents:
| Rei | Rei    | Rei                              | Regnat          | Regnat                       | Regnat            | Origen                                                                         |
| Nº  | Retrat | Nom (Naixement–Mort)             | Inici regnat    | Final regnat                 | Durada            | Origen                                                                         |
| --- | ------ | -------------------------------- | --------------- | ---------------------------- | ----------------- | ------------------------------------------------------------------------------ |
| 1   |        | Carles I de Romania (1839–1914)  | 15 Març 1881    | 10 Octubre 1914              | 33 anys, 209 dies | Governat prèviament com Domnitor (és a dir, "Príncep") (1866–1881) (1866–1881) |
| 2   |        | Ferran I de Romania (1865–1927)  | 10 Octubre 1914 | 20 Juliol 1927               | 12 anys, 283 dies | Nebot de Carol I                                                               |
| 3   |        | Miquel I de Romania (1921–2017)  | 20 Juliol 1927  | 8 Juny 1930 (Deposat)        | 2 anys, 323 dies  | Net Ferran I                                                                   |
| —   |        | Nicolau de Romania (1903–1978)   | 20 Juliol 1927  | 8 Juny 1930 (Deposat)        | 2 anys, 323 dies  | Fill de Ferran I                                                               |
| 4   |        | Carles II de Romania (1893–1953) | 8 Juny 1930     | 6 Setembre 1940 (Abdicat)    | 10 anys, 90 dies  | Fill de Ferran I                                                               |
| (3) |        | Miquel I de Romania (1921–2017)  | 6 Setembre 1940 | 30 Decembre 1947 (Abdicatat) | 7 anys, 115 dies  | Fill de Carol II                                                               |

Pretendents al tron de Romania (després de 1947, quan el rei Miquel I va ser forçat a abdicar):
| Nº | Retrat | Pretendent           | Pretendent de    | Pretendent fins |
| -- | ------ | -------------------- | ---------------- | --------------- |
| 1  |        | Miquel I de Romania  | 30 Decembre 1947 | 1 Març 2016     |
| 2  |        | Margarida de Romania | 1 Març 2016      | 2018            |
| 3  |        | Elena de Romania     | 2018             | present         |